# Ruda, Kameanka-Buzka
Ruda (în ucraineană Руда) este un sat în comuna Prîbujanî din raionul Kameanka-Buzka, regiunea Liov, Ucraina.

## Demografie
Componența lingvistică a localității Ruda
     Ucraineană (99,05%)
     Alte limbi (0,95%)
Conform recensământului din 2001, majoritatea populației localității Ruda era vorbitoare de ucraineană (99,05%), existând în minoritate și vorbitori de alte limbi.